# IKEA-ефект

Логотип IKEA

Ефект IKEA — когнітивне упередження, яке виникає, коли споживачі надають непропорційно високу цінність речам, у створенні яких вони брали участь. Назва походить від шведського виробника та продавця меблів IKEA, що продає продукцію, яка потребує самостійного збирання.
Імовірно, цей ефект сприяє ефекту безповоротних витрат або капіталовкладень (англ. sunk costs): він з'являється, коли менеджери продовжують вкладати зусилля у провальні проекти, в які вони інвестували свою працю. Цей ефект також пов'язаний із синдромом «придумано не мною» (англ. not invented here), в силу якого менеджери не звертають уваги на добрі ідеї, але розроблені в інших місцях та іншими людьми, на користь, можливо, нікчемних, але розроблених усередині компанії ідей.

## Передісторія досліджень ефекту
Описом ефекту IKEA можна вважати дослідження причин відмови американських домогосподарок від використання пекарських сумішей для кексів в 1950-х роках. Знизився попит на використання сумішей, оскільки їх використання домогосподарки вважали занадто легкою справою: їхня праця та навички у приготуванні їжі ставали начебто непотрібними. І лише після того, як виробник змінив рекламне оголошення на таке, в якому підкреслювалась участь домогосподарки, зокрема у прикрашанні готового кексу та в потребі додати додатково інші інгредієнти (самостійно), пекарські суміші стали успішними на ринку.

## Історія та довідкова інформація
Ефект IKEA був ідентифікований і названий Майклом І. Нортоном з Гарвардської школи бізнесу, Деніелом Мочоном з Єльського університету та Деном Аріелі з Дьюкського університету, які опублікували результати трьох досліджень у 2011 році. Вони описали ефект IKEA як «одної праці може бути достатньо щоб викликати більшу симпатію до плодів своєї праці: навіть побудова стандартизованого бюро, важке, самотнє завдання, може змусити людей переоцінити свої (часто погано побудовані) творіння».
Нортон, Мошон та Аріелі процитували попередні роботи інших дослідників щодо «виправдання зусиль», які продемонстрували, що чим більше хтось докладає зусиль, тим більше хтось це цінуватиме. Це явище спостерігалося Леоном Фестінгером (1957) і в різних сферах, починаючи від психотерапії (Аксом і Купер, 1985) і промивання мізків (Schein, 1956). 

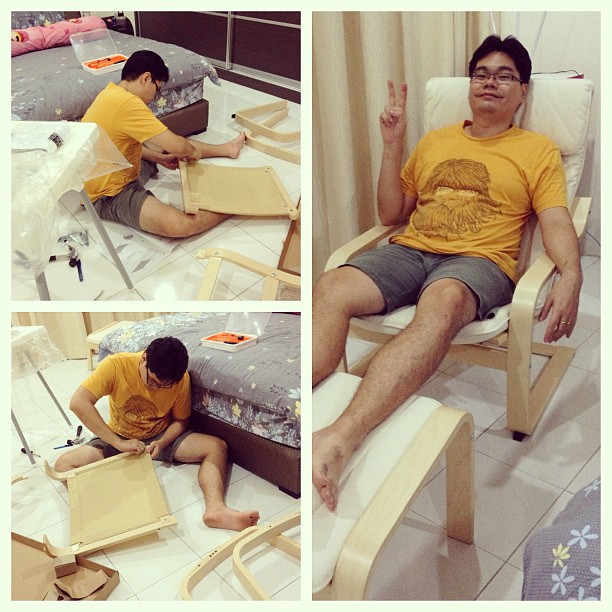
Чоловік збирає виріб IKEA

Дизайнери продуктів були знайомі з ефектом IKEA задовго до того, як йому дали назву. Нортон і його колеги відзначили, що, хоча він ще не названий або науково не встановлений, він був визнаний маркетологами протягом тривалого часу. Нортон і його колеги-дослідники процитували продукт Build-a-Bear, який дозволяє людям робити власних плюшевих ведмедиків. Багатьом споживачам подобається такий варіант, навіть якщо їм стягують високу ціну за продукт, за який завдяки їх праці виробнику не доводиться оплачувати витрати виробництва. Крім того, дослідники звернули увагу на популярність «гайкацій», коли міські жителі платять, щоб виконувати за них роботу фермерів. У всіх цих випадках, стверджують дослідники, люди, здається, більш готові платити за предмет, у який вони вклали певну частину власної праці.
Дослідники зазначили, що в результаті попередніх досліджень психології споживачів, які по суті вказували на існування ефекту IKEA, багато фірм перейшли від того, щоб розглядати споживачів як «одержувачів цінності» до «співтворців цінності». Одним із елементів цього зрушення було залучення споживачів до розробки, маркетингу та тестування продукту.
Дослідження 1959 року, проведене Аронсоном і Міллсом, яке було описано як «класичне», дало результати, які, здається, відображають або ефект IKEA, або тісно пов’язане явище. Жінки-учасниці повинні були пройти «без ініціації, м’яку ініціацію або серйозну ініціацію», перш ніж увійти в дискусійну групу. Пізніша оцінка жінками цінності групи була пропорційна зусиллям, яких від них вимагали до того, як вони були допущені до групи.
Цитуючи роботу інших дослідників, що демонструють «фундаментальну потребу людини в ефективності – здатність успішно досягати бажаних результатів у своєму оточенні», Нортон та ін. стверджував, що «одним із засобів, за допомогою яких люди досягають цієї мети, є вплив на об’єкти та майно та контроль над ними». Вони звернули особливий акцент на «основне» дослідження Бандури 1977 року, яке показало, що «успішне виконання завдань» було «вирішальним засобом, за допомогою якого люди можуть досягти своєї мети, щоб відчувати себе компетентними та контрольованими».

## Опис
Офіційні результати експериментів Майкла І. Нортона (Гарвардська школа бізнесу), Денієла Мохона (Єльський університет) та Дена Аріелі (Дюкський університет) щодо ефекту IKEA були вперше надруковані в 2011 році. Їх експерименти продемонстрували, що самостійне збирання впливає на оцінку цінності продукту його споживачами. Результати експерименту дають підстави думати, що коли люди використовують власну працю для створення якогось продукту, вони цінують його вище, ніж такий самий, але той, у створенні якого вони участі не брали (навіть якщо «мій» об'єктивно гірший).

## Експерименти Нортона та ін.
Нортон і його колеги провели дослідження, щоб з’ясувати, чи будуть споживачі платити вищі ціни за продукти, які потребують самостійної збірки. Дослідження складалося з трьох різних експериментів, у яких учасники будували предмети Lego, складали фігурки оригамі та збирали коробки IKEA.
У першому експерименті частина випробовуваних отримали завдання зібрати меблі IKEA, а іншим дозволили розглянути готовий варіант тих самих меблів. Потім дослідники попросили учасників вказати ціни на предмети. Результати показали, що суб’єкти, які виготовляли меблі, були готові платити на 63% більше, ніж ті, кому дали готові меблі.
У другому експерименті дослідники попросили випробовуваних зробити або жаб оригамі, або журавлів. Потім вони запитали випробовуваних, скільки вони готові заплатити за власну роботу. Після цього дослідники зібрали ще одну групу випробовуваних, які не брали участі у створенні оригамі. Нових випробуваних запитали, скільки вони готові заплатити за оригамі, побудоване учасниками.
Після цього дослідник запитав, скільки вони готові заплатити за оригамі, створене експертом. За останнє вони були готові платити більше. Першій тестовій групі дали показ оригамі. Він складався з одного набору оригамі, створеного ними самостійно, і одного набору, створеного експертами. Не знаючи, що їхнє власне оригамі також є частиною експозиції, цих суб’єктів попросили зробити ставки на різні оригамі. Вони сприйняли створене ними оригамі так само, як і оригамі, створене професіоналами.
Інший варіант дослідження, в ході якого одній із груп надали листки для створення оригамі, в яких була присутня інструкція щодо конструювання виробу. Після того, як вироби було готові, ті, хто докладав зусиль при створені виробу оцінили його на рівні майстрів, а та група, що оцінювала готові вироби, поставила оцінку в декілька разів нижче. Коли дослідники прибрали інструкцію з виготовлення виробу, оцінка тих, хто виготовляв виріб зросла ще більша, хоча на вигляд це було щось схожим на зімнятий папір. Звісно група оцінювачів поставила оцінку в значні рази меншу за ту, яку ставила тим виробам, що були зроблені за інструкцією.
Третій і останній експеримент включав дві групи випробовуваних. Першому набору сказали повністю зібрати предмет меблів IKEA. Другому набору також доручили зібрати предмет меблів IKEA, але лише частково. Тоді обидві групи взяли участь у торгах на ці об’єкти. Результати показали, що особи, які повністю побудували коробку, були готові платити більше, ніж особи, які створили лише частково предмет.
В ході трьох експериментів вдалося довести, що люди роблячи внесок при створенні товару/послуги своїх власних зусиль (збираючи меблі, автомобілі, іграшку за інструкцією) - оцінюють товар/послугу дорожче, ніж такий же товар/послугу, але зібрані за них.

## Дослідження проведені пізніше
Гіббс і Дролет (2003) показали, що підвищення рівня енергії споживачів може переконати їх вибрати варіант, який вимагає більших зусиль. Але компанії були попереджені не кидати занадто багато викликів споживачам, щоб вони не змогли виконати завдання і, таким чином, залишилися незадоволеними.
Дослідження Даля та Моро (2007) показують, що клієнти більш задоволені, коли існує межа креативності, яку вони можуть проявити при складанні продукту та його  складності.

## Причини
Одним з факторів є те, що «самостійна збірка продуктів може дозволити людям відчувати себе компетентними і демонструвати докази цієї компетентності». Крім того, ідея про те, що вони «заощаджують гроші, купуючи продукти, які потребують деякої збірки», може змусити їх відчути себе «розумними покупцями».
Були запропоновані й інші можливі пояснення ефекту IKEA, наприклад «зосередження уваги на позитивних властивостях продукту та зв’язку між зусиллями та симпатією». Ефект IKEA є одним із кількох когнітивних упереджень, які, здається, відображають причинний зв’язок між усвідомленими зусиллями та оцінкою.
Робота Нортона та ін. продемонстрували, що оцінка учасниками продуктів не була спричинена правом власності на них або «більшим часом, витраченим на дотик до них».

#### Чому так трапляється?
Насправді ефект IKEA не означає, що готовий виріб/продукт обов'язково буде неякісним чи поганим. Це все пов'язано з завищеною оцінкою очікуванням того, як інші можуть оцінити виріб/продукт. Якщо не враховувати це при оцінюванні роботи, є імовірність несвідомо нашкодити.

## Ефект IKEA в освіті
Професор психології з Університету Пенсільванії, автор книги «Твердість характеру. Як розвинути в собі головну якість успішних людей» Анджела Даквортс розповідала, як буквально закохалася у стандартний «ікеївський» стілець, який довелося збирати немов конструктор. А ось її чоловіка це стілець зовсім не вразив. Але все було б інакше, вважає Даквортс, якби меблі збирав саме він — праця змусила б його з тим самим захопленням подивитися на звичайнісінький предмет.

Ця риса — прояви особливої любові до того, що ми створили, і навіть готовності більше за це платити — є назва та наукове обґрунтування. Це і в освіті, що довела сама Даквортс.
У любові до стільця виявився винний ефект IKEA. Це когнітивне спотворення, що виявляється, коли покупці непропорційно високо оцінюють цінність товарів, що вони частково виробляють самі. Такий термін ввели в обіг вчені із Гарвардської школи бізнесу у 2011 році. У статті «Ефект IKEA: як праця призводить до кохання» вони пояснюють одну з можливих причин цього явища: хоча дослідження показують, що робота вважається найменш приємною формою активності людини, вона ж приносить людині найбільше внутрішнє задоволення.

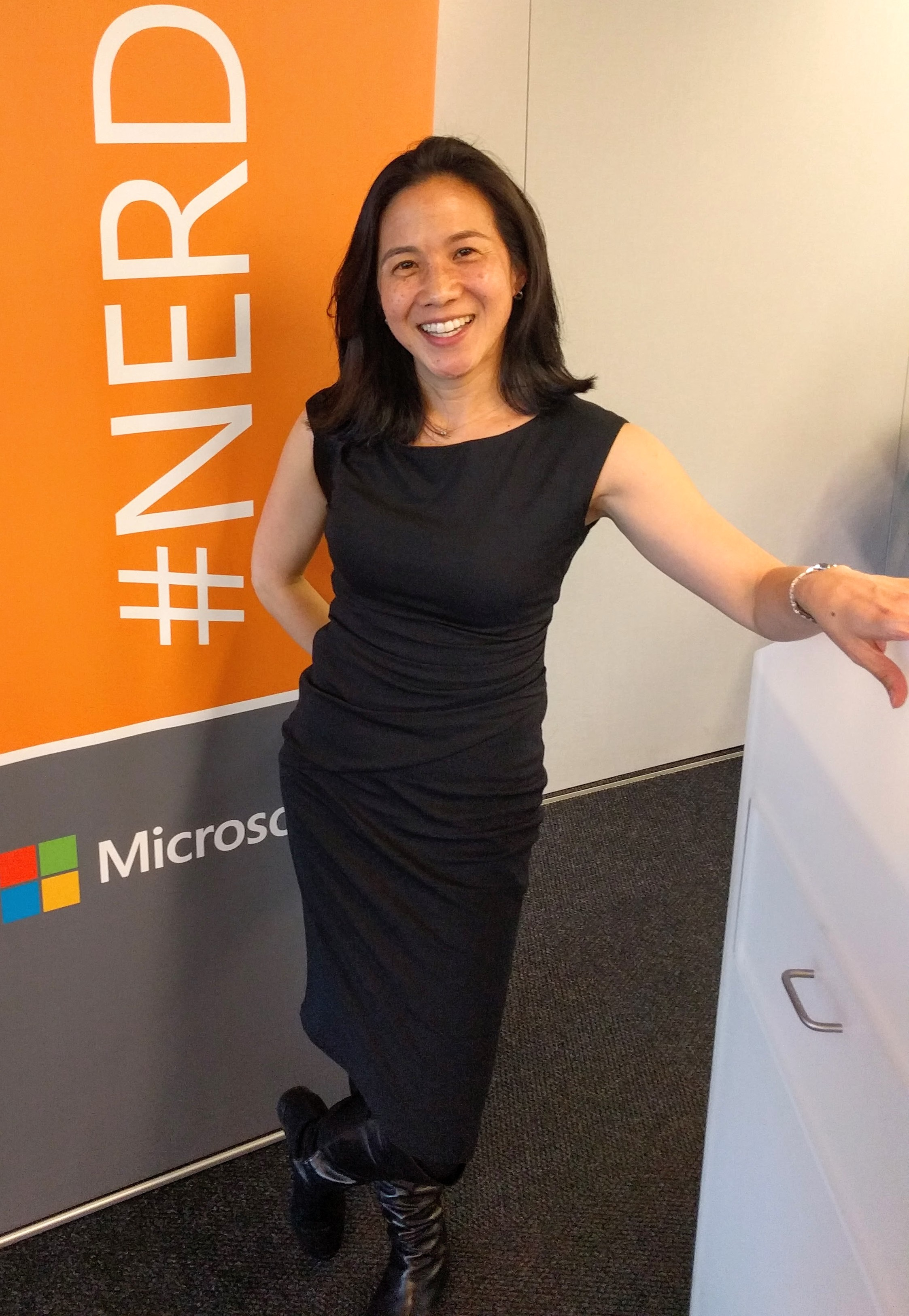

У 2020 році професор Даквортс вирішила використати ефект у навчанні, щоб мотивувати своїх студентів інакше поставитися до занять. Вона висловила припущення, що якщо дати їм можливість самим попрацювати над змістом лекцій, то і ставлення до них буде іншим.
Протягом семестру професор розділяла студентів на дві групи. Перша відповідала за початок лекції і повинна була підготувати чотирихвилинний інтерактив з теми, що вивчається цього дня. Друга група інтерв'ювала запрошеного на лекцію спікера та модерувала спілкування з однокурсниками.

Здається, все просто. Насправді, наголошує Даквортс, підготовка займала у студентів багато часу. Зробити завдання на коліні тут не вийде - доводилося проводити кілька попередніх зустрічей для мозкового штурму, досліджувати тему, відрепетирувати свій виступ.
У підсумку студенти, стверджує професор Університету Пенсільванії, залишилися дуже задоволеними — це допомагало їм краще запам'ятовувати інформацію, ретельніше готуватися до занять та виявляти самостійність. Даквортс зробила висновок, що з молодими людьми корисно розділяти відповідальність і задаватися питанням не тільки про те, що можна зробити для них, а й про те, що вони можуть зробити.
«Лінь универсальна, але це відноситься і до здатності до праці — і любові до плодів нашої праці», — резюмувала вона.

## Обмеження ефекту
Додаткові дослідження показали, що власна участь у результаті додає вартості предмету (ідеї), лише якщо результат цієї участі був позитивним. Коли учасники експерименту не змогли впоратися з завданням, яке вимагало їх власної участі, ефект IKEA зник.

## Наслідки
Вважається, що ефект IKEA впливає на ефект неповоротних втрат, зокрема, коли управлінці продовжують виділяти ресурси (грошові, людські тощо) невдалим проектам, в які вони інвестували власні зусилля. Ефект також пов'язаний з синдромом «вигадано не тут», коли управлінці відкидають хороші ідеї, які виникли в когось іншого, на користь гірших, але власних (підрозділу, організації).

## Приклади

### У тварин

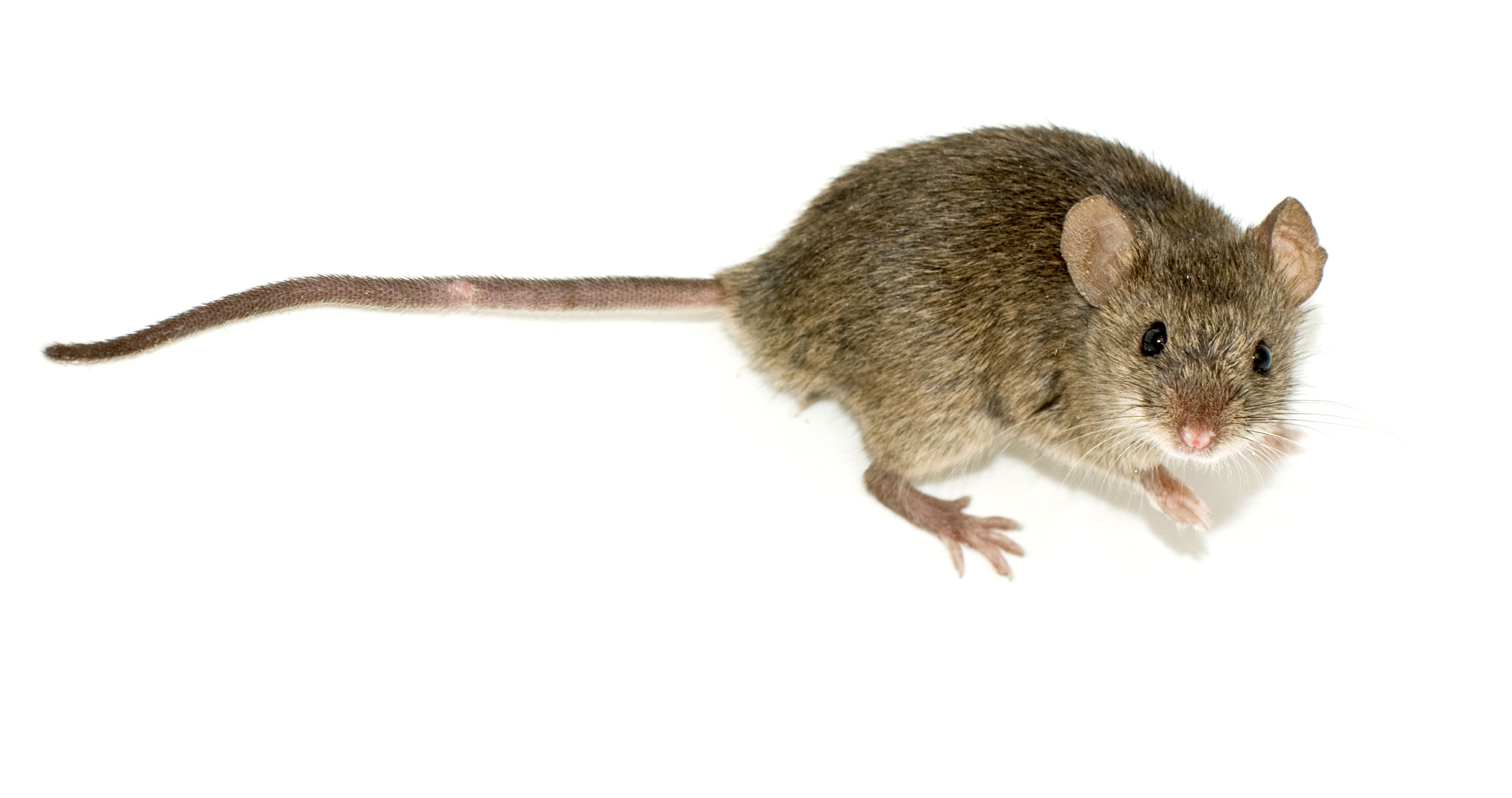

В своєму дослідженні, опублікованому 2010 року нейронауковці з Університету Джонса Гопкінса стверджували, що схожий ефект спостерігається у мишей. В експерименті у лабораторних мишей було два варіанти джерела харчування: солодка рідина зі смаком А, для отримання якої треба було натиснути на один важіль, та солодка рідина зі смаком Б, для отримання якої треба було натиснути на інший важіль. Поступово для одного зі смаків кількість натискань збільшували, аж до того, поки для отримання рідини необхідно було натиснути 15 разів. А кількість натискань для іншої рідини лишилась незмінною. Після повернення до їх рідної клітки миші продовжували надавати значиму перевагу рідині, задля отримання якої вони повинні були працювати більше.

### Бізнес
Тервюрен радив власникам бізнесу, що вони «можуть отримати величезні винагороди, використовуючи ефект IKEA для ваших клієнтів. Коли ви можете, дозвольте їм налаштувати продукти та послуги, які ви пропонуєте, відповідно до своїх потреб. Зробіть так, щоб вони відчули власну творчість та зусилля пішли на те, щоб отримати від вас те, що їм потрібно. Вони заплатять більше за це».
У статті Forbes 2012 маркетологи порадили маркетологам, що «якщо ваші клієнти зібрали ваш продукт, він їм сподобається більше», але додалося, що «важливий процес складання, який є зрозумілим і без розчарувань».
Розробникам комп’ютерних програм рекомендовано скористатися перевагами ефекту IKEA, надавши «зразки даних, попередньо заповнені параметри за замовчуванням та редаговані шаблони, щоб зробити вашу програму анімованою вмістом та зв’язками та живою для користувачів. Потім використовуйте тригери електронної пошти, підказки , а також рекомендації щодо того, щоб люди взаємодіяли з цим вмістом — навіть якщо це просто переміщати картку на дошці чи відповідати на електронний лист. Це допомагає зменшити страх і розчарування від роботи з новим продуктом, одночасно розширюючи можливості». Виробники таких комп’ютерних продуктів, як Wistia, Basecamp та iDoneThis , керувалися ефектом IKEA, представляючи їх громадськості.

### Споживачі
Нортон і його колеги попередили, що ефект IKEA може змусити людей переоцінити власні речі, пропонуючи їх на продаж. Наприклад, «люди можуть бачити, що покращення, які вони зробили у своїх будинках — наприклад, цегляні доріжки, які вони поклали вручну — підвищують вартість будинку набагато більше, ніж покупці, які бачать лише невдало побудовану доріжку».
З іншого боку, стаття 2012 року в Psychology Today припускає, що «якщо вам важко визначитися між покупкою чогось готового чи власноруч зібраним, додаткова робота, яка зараз може здатися не вартою того, може бути дуже ефективною. посміхніться на обличчі, коли все буде зроблено. Порятунок праці може коштувати вам щастя».

### В житті
Одним з прикладів є сайт інтернет-магазину одягу Dolce & Gabbana, на якому міститься розділ персоналізації кросівок (можливо буде розширено можливості). Можна додати написи, символи, нашивки на кросівках (у будь-яких місцях, розмірів, кольорів).
Цінність такого взуття буде значно більшою, адже ти до цього докладаєш власні зусилля під час створення індивідуального одягу. Ціна при цьому, що буде збільшена вже й не буде здаватись занадто великою.